# 東非高原
東非高原是非洲中部東部的高原，海拔高度1,000至1,500米，北面有梅魯火山、肯雅山、乞力馬扎羅山和維多利亞湖，是尼羅河、剛果河和尚比西河的發源地。